# Бронеавтомобиль Sd Kfz 234/2
Schwerer Panzerspähwagen (5 cm), также широко известный под неофициальным названием «Пума» (нем. Puma) — германский тяжёлый бронеавтомобиль Второй мировой войны.

## История создания и производство
В 1942—1943 годах был создан бронеавтомобиль Sd.Kfz.234/1. А на его основе в 1943 году создан Sd.Kfz.234/2 Puma, в связи с требованиями армии по усилению вооружения разведывательных бронеавтомобилей, с использованием переработанной (тоньше броня и снята командирская башенка) башни от так и не пошедшего в серию перспективного лёгкого разведывательного танка VK 1602 «Leopard», и заказано 100 «Пум».
По боевым характеристикам «Пума» — один из наиболее сбалансированных бронеавтомобилей Второй мировой войны, сочетающий достаточно скорострельную пушку с большим боекомлектом — 55 выстрелов, позволявшую бороться с бронеавтомобилями, бронетранспортерами и танками СССР, США и Британии, использовавшимися для разведки и охранения, с высокой проходимостью, обусловленой 8-колесным полноприводным шасси с попарно независимой подвеской колесных тележек, и выдающейся маневренностью из-за всех поворотных колес и заднего поста управления с возможность двигаться задним ходом с той же скоростью, как и передним, но её производство прекращено в сентябре 1944 года из-за недостаточной бронепробиваемости пушки (в 1943 году в Германии прекратили производство подкалиберных снарядов с вольфрамовым сердечником — 50-миллиметровый пробивал 72 мм брони с 500 м под углом 30° к нормали с вероятностью 50 % при измерении по германской методике и 66 мм с вероятностью 80 % при измерении по советской методике, а просто бронебойный — 57 мм и 49 мм при тех же условиях, а требования к бронепробиваемости увеличились в связи со снятием с производства в СССР в 1943 году легких танков и расширившимся применение в разведывательных и передовых отрядах средних танков, в основном Т-34, и усилением бронирования легких танков США от М3А1 к М5), в пользу продолжения выпуска модификаций Sd.Kfz.234/1 и −234/3. Всего с сентября 1943 по сентябрь 1944 года выпущен лишь 101 бронеавтомобиль Sd.Kfz.234/2
|      |                | 1 | 2  | 3  | 4  | 5  | 6 | 7 | 8 | 9 | 10 | 11 | 12 | Всего |
| ---- | -------------- | - | -- | -- | -- | -- | - | - | - | - | -- | -- | -- | ----- |
| 1943 | Принято WaA    |   |    |    |    |    |   |   | 1 | 2 |    |    | 4  | 7     |
| 1943 | Передано In. 6 |   |    |    |    |    |   |   |   | 1 | 1  |    | 1  | 3     |
| 1944 | Принято WaA    | 8 | 12 | 28 | 30 | 13 |   | 1 |   | 2 |    |    |    | 94    |
| 1944 | Передано In. 6 | 5 | 12 | 22 | 30 | 19 | 7 | 1 |   | 2 |    |    |    | 98    |

Кроме того, было отремонтировано на заводе и отправлено на фронт 6 бронемашин: 1 в июле и 5 в октябре 1944 года.

## Использование

### Штаты разведывательных рот
Бронеавтомобили «Пума» использовались германскими войсками в ротах бронеавтомобилей разведывательных батальонов танковых и моторизованных дивизий с конца 1943 года и вплоть до 1945 года.
По штату 1162а от 1.10.1943 в разведывательной роте полагалось иметь 25 Sd.Kfz. 234/2: 4 взвода по 6 машин и одна в управлении роты.
По штату 1109 (gp) (fG) от 1.04.1944 в разведывательном батальоне полагалось иметь 10 Sd.Kfz. 251, 13 Sd.Kfz. 234/1 и 3 Sd.Kfz. 234/3.
По штатам 1162d от 1.3.1944 в роте 19 234/1 и 6 234/3.
По штату 1162f в разведроте (fG) от 1.4.1945 полагалось 8 Sd.Kfz.234/1, 7 Sd.Kfz.234/4, а так же 3 Sd.Kfz.251/3, 3 Sd.Kfz.251/21 и 3 Sd.Kfz.251/22

### Распределение по подразделениям
Распределение по соединениям сто одного 234/2:
25 в Pz.AA (panzer abtelung — разведывательный батальон танкового соединения) Pz.Lehr.Divizion (учебной танковой дивизии) 2.1944.
16 в PzAA/1.Ss LAH (танковой дивизии «Адольф Гитлер») 2.1944.
6 в PzAA/7.PzD (7-й танковой дивизии) 2.1944. ? в PzAA/13.PzD 1944 г. по Jentz.
16 в PzAA/20.PzD (20-й танковой дивизии) 3.1944.
25 в PzAA/2.PzD (2-й танковой дивизии) 4.1944 (последние 11 в 12.1944).
1+ KGr (боевая группа) Putlos/PzD (танковой дивизии) «Клаузевиц» 1945 г.
Остальные (12?) в WaPrü und Schulen (в арсенал и учебные заведения) (3 234/2 в 150-ю танковую бригаду СС в 11.1944, 2 234/2 в дивизию «Бранденбург» в 1.1945).

## В массовой культуре

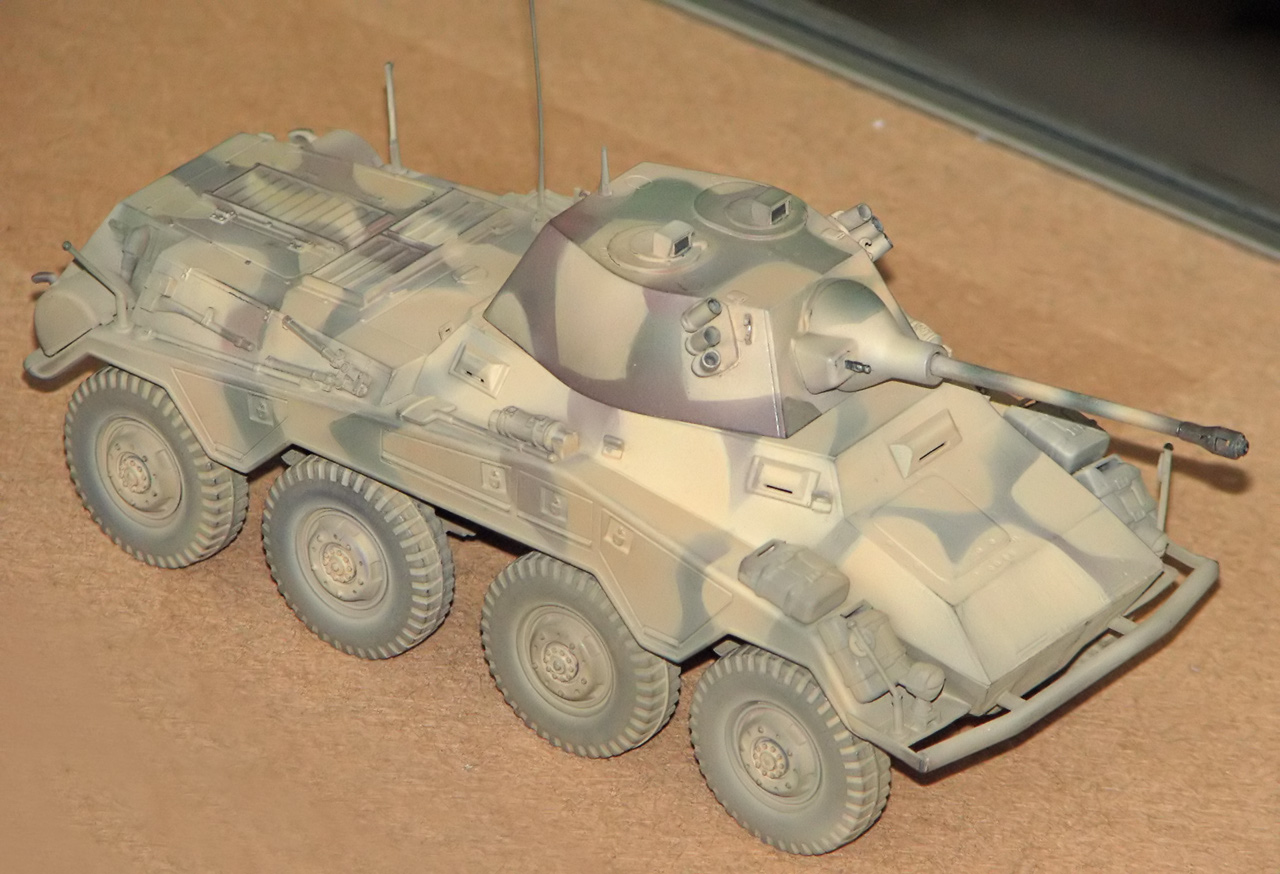
Модель Sd.Kfz.234/2

### Стендовый моделизм
Бронеавтомобиль «Пума» ограниченно представлен в стендовом моделизме. Сборные пластиковые модели-копии «Пумы» в масштабе 1:35 выпускаются фирмами «Тамия» (Япония), «Италери» (Италия), «Драгон» (Китай), «Моделист» (Россия). Также модель в масштабе 1:72 продавалась в серии «Танки мира», и выпускалась фирмами «Италери»(Италия), «Моделист» (Россия),«Magic Factory» (Китай). В масштабе 1:100 выпускается фирмой «Звезда» (Россия).

### В компьютерных играх
- Присутствует в игре «War Thunder» в вариациях прокачиваемой 234/2 и акционных 234/1, 234/3 и 234/4
- Присутствует в стратегии в реальном времени R.U.S.E., производится на "Базе Прототипов" как бронеразведка.
- Присутствует в игре «Hell Let Loose»
- Присутствует в игре «Battle Rush»
- Присутствует в игре Battlefield V
- Присутствует в игре «Hidden & Dangerous 2»
- Присутствует в игре «Men Of War: Assault Squad 2» (В тылу врага: Штурм 2)
- Включён в качестве юнита лёгкой техники Вермахта и ГКЗ (Тяжёлый бронеавтомобиль Sd.Kfz.234 «Пума») в игре «Company of Heroes 2»
- Присутствует в качестве юнита в игре Steel Division 2
- Присутствует в компьютерной игре «Heroes & Generals», будучи доступным для класса разведчика.
- Присутствует в игре Panzer War, как лёгкая бронетехника
- Присутствует в игре Sudden Strike и Sudden Strike Forever
- Присутствует в игре «Блицкриг»
- Присутствует в игре «Стальная Ярость» в виде пользовательского мода.[6]
- Присутствует в игре «В тылу врага» (2004 г.)
- Присутствует в игре «Enlisted»